# Шульц, Карл Карлович (архитектор)
Карл Ка́рлович Шульц (1835—1875) — архитектор, академик архитектуры Императорской Академии художеств.

## Биография
Вольноприходящий ученик Императорской Академии художеств. Получил медали Академии художеств: в 1857 — 2 и 1 серебряные; в 1858 — 1 серебряную за «проект телеграфической станции в столичном городе». В 1859 — звание классного художника-архитектора. В 1863 году — звание академика.
Построил несколько доходных домов (1870-е) и особняк П. А. Зубова (1870, фасады) в Петербурге .

## Проекты и постройки
- Дом К. К. Шульца. 10-я линия ВО, 9 (1869)[3][4];
- Особняк П. А. Зубова (изменение фасада). Исаакиевская площадь, 5 (1870)[5][4]
- Доходный дом. 18-я линия ВО, 11 (1870-е)[6][4].